# Cột Morris

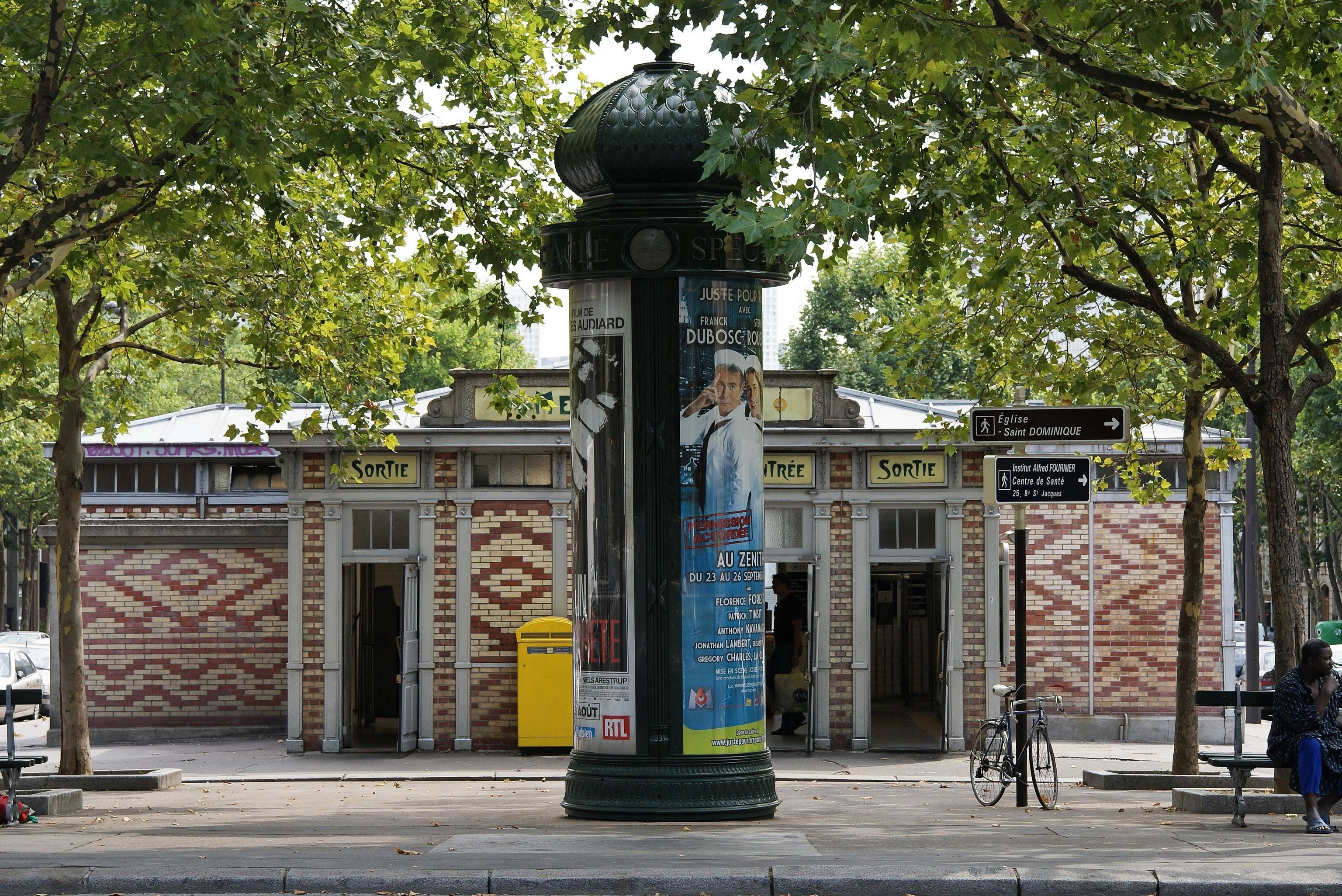
Cột Morris ở lối vào bến tàu điện ngầm Saint Jacques ở Paris

Cột Morris là một thành phần trong kiến trúc đô thị được bắt nguồn từ Paris rồi có mặt ở phần lớn các thành phố lớn khác của Pháp. Với hình dáng một cột trụ, cột Morris được dùng để quảng cáo các buổi trình diễn nghệ thuật, các bộ phim hay các sản phẩm giải trí khác. Thường được trang bị mô tơ, các cột Morris có thể quay tròn và được lắp đèn để tự phát sáng khi trời tối. Khoảng trống bên trong cột đôi khi được dùng làm kho để cất các dụng cụ của nhân viên vệ sinh đường phố, dùng làm toa lét hoặc ca bin điện thoại công cộng.
Tên của cột Morris xuất phát từ tên một thợ in là Gabriel Morris sau khi ông đạt được sự chuyển nhượng vào năm 1868. Người sáng tạo ra nó là Ernst Litfaß, một thợ in và chủ báo người Đức. Nhưng trước đó, từ 1842, tỉnh trưởng tỉnh Seine là Rambuteau đã dùng những chiếc cột để dán các thông báo của thành phố.
Năm 2006, thị trưởng Paris Bertrand Delanoe ra quyết định phá 223 chiếc cột Morris với lý do "thu dọn không gian công cộng" nhưng gặp những phản ứng dữ dội, gây nên một cuộc bút chiến. Các cột Morris cùng với vòi phun nước Wallace và các lối vào tàu điện ngầm của Hector Guimard đã trở thành hình ảnh tượng trưng của Paris. Thống kê năm 2008, toàn thành phố có 716 cây cột Morris, trong đó 7 dành cho vệ sinh và 16 dành cho điện thoại công cộng.
Các cây cột quảng cáo cũng tồn tại ở một số nước khác. Ở các nước nói tiếng Đức, người ta gọi nó là Litfaßsäule, tức Cây cột của Litfaß.